# Paris (Schiff, 1914)
Die Paris war ein französisches Schlachtschiff der Courbet-Klasse. Sie wurde am 10. November 1911 auf Kiel gelegt und der Stapellauf erfolgte am 28. September 1912. Endgültig fertiggestellt wurde die Paris am 1. August 1914.

## Geschichte

### Erster Weltkrieg

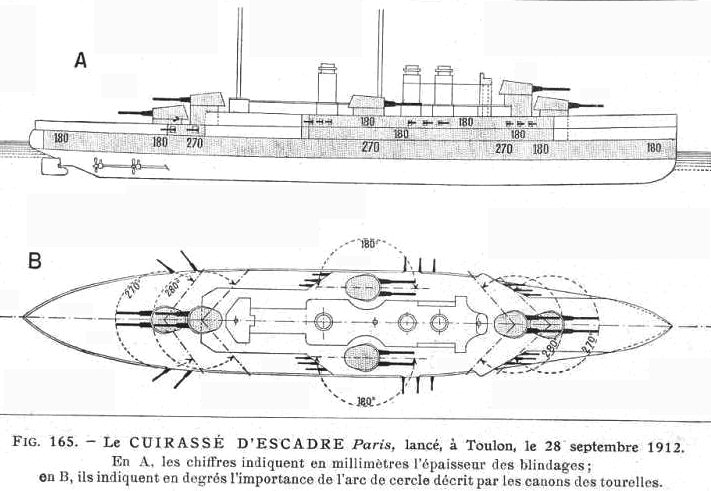
Diagramm der Paris

Nach ihrer Indienststellung wurde die Paris das Flaggschiff der 1. Division des II. Geschwaders. Die Paris verbrachte alle vier Jahre des Krieges in der südlichen Adria, geleitete Truppentransporte und sicherte Geleitzüge. Am 12. Dezember 1918 lief das Schlachtschiff in den k. u. k Kriegshafen Pola ein, um die Übergabe der k. u. k. Kriegsflotte zu überwachen. Über Korfu, Beirut und Symirna kehrte das Schiff am 20. Juni nach Toulon zurück.

### Zwischenkriegszeit

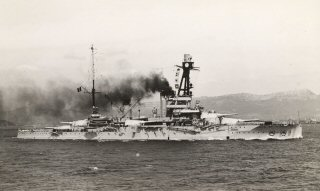
Das Schlachtschiff Paris

Von 1920 bis 1928 war die Paris Teil des westlichen Mittelmeergeschwaders der französischen Marine. Im Sommer 1925 beschoss sie während des Rifkriegs Küstenbatterien zur Unterstützung spanischer Landungstruppen. Die 30,5-cm-Granaten zerstörten die Batterien vollständig, allerdings musste auch das Schiff sechs Gegentreffer hinnehmen, die jedoch nur geringen Schaden anrichteten. Bis Oktober 1927 blieb die Paris als Flaggschiff des Flottenverbandes vor Marokko und kehrte dann in den Heimathafen Toulon zurück, um eine lange Werftliegezeit anzutreten. In den 1930er-Jahren war sie Schulschiff für Artilleristen, Maschinisten und Steuerleute.

### Zweiter Weltkrieg
Beim Ausbruch des Zweiten Weltkriegs gehörte das Schlachtschiff zur 3. Division des V. Geschwaders. Noch immer Schulschiff, wurde sie erst am 21. Mai 1940 in Kriegsbereitschaft versetzt und nach der Herstellung der vollen Besatzungsstärke nach Cherbourg verlegt. Nach dem raschen Vormarsch der deutschen Wehrmacht sollte die Paris ursprünglich der französischen Armee an der Somme-Front Feuerunterstützung geben. Fehlende Luftbeobachtung machte das Unternehmen aber unmöglich. Stattdessen wurde das Schiff bei der Verteidigung von Le Havre eingesetzt und erhielt an der Backbordseite einen Bombentreffer. Das Schiff wurde schwer beschädigt und nahm stündlich 300 Tonnen Wasser auf. Die Paris musste abgezogen werden und verlegte in langsamer Fahrt zuerst nach Cherbourg und von dort weiter nach Brest.
Nach nur vier Tagen musste sie den Hafen von Brest wieder verlassen, um der Kaperung durch deutsche Streitkräfte zu entgehen. Mit nur sieben Knoten Fahrt und zusätzlich 2800 Mann an Bord lief das immer noch beschädigte Schiff nach Plymouth. Dort wurde die Paris am 3. Juli 1940 im Zuge der Operation Grasp von der Royal Navy besetzt. Dann Übergabe des Schiffes an die freifranzösische Marine (FNFL) im Juli 1940. Bis 1944 als stationäres Flugabwehrschiff und als Depot für die polnische Exilmarine in Plymouth liegend.

### Nachkriegszeit
Nach dem Ende des Krieges wurde die Paris im Juli 1945 an Frankreich zurückgegeben. Der Schlepper Mammuth schleppte das Schiff nach Brest, wo es vollständig repariert wurde. Auch in Brest diente die Paris als Depotschiff. Sie wurde am 21. Dezember 1955 aus dem Flottenregister gestrichen und ein Jahr später abgewrackt.